# Die Sektwette
Die Sektwette ist ein deutsches Stummfilmlustspiel aus dem Jahre 1916 von Max Mack mit Maria Orska und Ludwig Hartau in den Hauptrollen. 

## Handlung
Seit Maria den Fabrikanten Fritz Roederer geehelicht hat, ist sie ihm zuliebe nicht mehr als Tänzerin aufgetreten. Als Fritz auf Dienstreise fort muss, lässt sich Maria von ihrem früheren Theaterdirektor überreden, in ihres Gatten Abwesenheit erneut tänzerisch aufzutreten. Während Maria auf der Bühne tanzt, kehrt Fritz Roederer jedoch unerwarteterweise früher an Heim und Herd zurück. Maria gelingt es, fünf Tage lang von Roederer unerkannt, zu tanzen. Aus einer Sektlaune heraus wettet Fritz sogar mit jemandem, dass er den Namen der unbekannten Tänzerin erfahren wird … und scheitert.

## Produktionsnotizen
Die Sektwette entstand 1916 in den Greenbaum-Ateliers in Berlin-Weißensee. Der Dreiakter mit einer Länge von etwa 1000 Metern erhielt Jugendverbot und wurde am 20. Oktober 1916 in Berlins Marmorhaus uraufgeführt. 

## Kritiken
In Wiens Neue Kino-Rundschau heißt es: „Es ist dies ein vorzügliches Werk, das neben einer fein amüsanten, geistreichen Handlung auch noch der ausgezeichneten Hauptdarstellerin wegen als ein zugkräftiges Stück ersten Ranges bezeichnet werden kann. (...) Wohl hat sie auch in Max Mack den richtigen Regisseur gefunden, der es versteht durch seine wahrhaft bewunderungswürdige Technik ... die Künstlerin in das ihrer Eigenart wunderbar angepaßte Milieu zu setzen und ihre Originalität angenehm zu unterstreichen.“
Paimann’s Filmlisten resümierte: „Humoristik sehr gut. Spiel, Photos und besonders die Tanzszenen detto. (Speziell für feineres Publikum.)“